# Sede titolare di Temiscira
Temiscira (in latino: Themiscyraea) è una sede titolare della Chiesa cattolica, istituita nel XVIII secolo e soppressa nel 1931.

## Storia
La sede non appare nell'opera Oriens christianus di Michel Le Quien, e non è documentata in nessun'antica Notitia Episcopatuum del patriarcato di Costantinopoli.
Nel Settecento la Curia romana istituì il titolo Themiscyraea, benché una diocesi con questo nome non sia mai esistita. Infatti l'antica città di Temiscira (Θεμίσκυρα), che si trovava a 60 stadi da Amiso, l'odierna Samsun, fu distrutta durante la terza guerra mitridatica e nel I secolo non esisteva più. Negli Annuari Pontifici dell'Ottocento Temiscira è segnalata come sede vescovile dell'Elenoponto, suffraganea dell'arcidiocesi di Amasea. La sede non è più stata assegnata dopo la morte del suo ultimo titolare nel 1931 ed è stata depennata dall'Index sedium titularium di Angelo Mercati (1933).

## Cronotassi dei vescovi titolari
- Amand von Buseck, O.S.B. † (26 gennaio 1728 - 5 ottobre 1752 nominato vescovo di Fulda)
- Johann Andreas Kaiser † (3 marzo 1760 - 17 luglio 1775 nominato vescovo di Hradec Králové)
- István Nagy † (16 dicembre 1776 - prima del 5 agosto 1804 deceduto)
  - James Jerome Sharrock, O.S.B. † (nominato il 27 giugno 1806)[1]
- Anzelm Wojciech Brodziszewski † (1º marzo 1841 - 10 luglio 1866 deceduto)
- Antonio Colomer, O.P. † (11 febbraio 1871 - 7 febbraio 1902 deceduto)
- Thomas Francis Cusack † (11 marzo 1904 - 5 luglio 1915 nominato vescovo di Albany)
- Andrej Karlin † (15 dicembre 1919 - 6 giugno 1923 nominato vescovo di Lavant)
- Henry Aloysius Gogarty, C.S.Sp. † (23 dicembre 1923 - 8 dicembre 1931 deceduto)